# 3-デオキシオクツロソナーゼ
3-デオキシオクツロソナーゼ (3-deoxyoctulosonase、EC 3.2.1.144) は、以下の化学反応を触媒する酵素である。
3-デオキシオクツロソニル-リポ多糖 + 水{\displaystyle \rightleftharpoons }3-デオキシオクツロソン酸 + リポ多糖
従って、この酵素の基質は3-デオキシオクツロソニル-リポ多糖と水の2つ、生成物は3-デオキシオクツロソン酸とリポ多糖の2つである。
この酵素は加水分解酵素、特にO-及びS-グリコシル化合物加水分解酵素に分類される。系統名は、3-デオキシオクツロソニル-リポ多糖 ヒドロラーゼ (3-deoxyoctulosonyl-lipopolysaccharide hydrolase) である。他に、alpha-Kdo-ase等とも呼ばれる。